# Hans Heilbronn
Pour les articles homonymes, voir Heilbronn.
Hans Arnold Heilbronn, né le 8 octobre 1908 et mort le 28 avril 1975, est un mathématicien germano-canadien spécialiste de théorie des nombres.

## Biographie
Heilbronn a étudié aux universités de Berlin, de Fribourg et de Göttingen. En 1931, dans sa thèse dirigée par Edmund Landau, il a amélioré un résultat de Guido Hoheisel sur l'écart entre nombres premiers. Son nombre d'Erdős est 1.
De famille juive, il dut émigrer en 1933 de l'Allemagne nazie, vers la Grande-Bretagne. Arrivé à Cambridge, il put s'installer à Manchester puis obtint un poste à l'université de Bristol, où il resta un an et demi. C'est là qu'il démontra que le nombre de classes du corps quadratique imaginaire ℚ(√–d) tend vers + ∞ avec d (une conjecture de Gauss) et, en collaboration avec Edward Linfoot (en), que parmi les corps quadratiques imaginaires ℚ(√–d), au plus dix ont un nombre de classes égal à 1. Invité par Louis Mordell, il retourna à Manchester en 1934, mais en repartit au bout d'un an seulement, acceptant une bourse Bevan (en) au Trinity College. À Cambridge, Heilbronn publia avec Harold Davenport plusieurs articles ; dans l'un d'eux, ils conçurent une nouvelle variante de la méthode du cercle de Hardy-Littlewood, aujourd'hui appelée parfois la méthode de Davenport-Heilbronn, prouvant que pour toute forme diagonale non définie f de degré k en plus de 2k variables et non multiple d'une forme à coefficients rationnels, il existe un vecteur x non nul à coordonnées entières tel que |f(x)| soit arbitrairement petit. Pendant la Seconde Guerre mondiale, il fut interné comme ressortissant d'un pays ennemi, mais fut rapidement relâché pour servir dans l'Armée de terre britannique. En 1946, il retourna à Bristol, où il occupa la chaire de mathématiques Henry Overton Wills (en). Il fut élu membre de la Royal Society en 1951 et président de la London Mathematical Society de 1959 à 1961.
Heilbronn et son épouse partirent pour l'Amérique du Nord en 1964. Il resta un moment au California Institute of Technology, puis ils déménagèrent pour Toronto, où il fut professeur de mathématiques à l'université de Toronto de 1964 à 1975. Il devint citoyen canadien en 1970.